# Mr. Eko
Eko Tunde (Mr. Eko) –  jeden z bohaterów serialu Zagubieni. Jest grany przez Adewale Akinnuoye-Agbaje.
Jest to czarnoskóry mężczyzna należący do grupy „ogonowców”, czyli postaci przebywających z tyłu samolotu podczas katastrofy samolotu lotu 815.
Jego przeszłość jest bardzo burzliwa. Gdy był mały, kradł jedzenie dla młodszego brata w czasie głodu (The cost of living). Jako młody chłopak zabił starego człowieka, aby nie musiał tego robić jego młodszy brat, który został do tego zmuszony przez lokalny gang. Eko został pozbawiony krzyżyka na łańcuszku, a następnie porwany przez członków tego gangu. Całą młodość spędził w „gangsterskich klimatach”. Podczas spotkania w barze z potencjalnym sprzedawcą heroiny zabił nożem dwóch mężczyzn, ale oszczędził małego chłopca i przykazał mu, aby opowiedział wszystkim, że „pan Eko darował ci życie”. Następnie Eko odwiedził kościół, w którym proboszczem był jego brat. Poprosił go o wypożyczenie samolotu w celu wywiezienia narkotyków za granicę, jednak brat się nie zgodził. Następnym razem Eko przyszedł z dwoma wspólnikami i zaproponował, aby brat podpisał papiery, które „zrobią” z bandy Eko księży. W końcu brat się zgodził. Eko kupił 300 figurek Matki Boskiej, co miało ułatwić przemyt. Na lotnisku podczas ładowania samolotu z heroiną pojawił się brat Eko, a chwilę później wojsko. Jeden ze wspólników Eko został postrzelony, a następnie także jego brat. Eko pomógł załadować ciało brata do samolotu, a chwilę później sam został wypchnięty z maszyny, która zaraz po tym wystartowała. Wojskowi wzięli Eko za prawdziwego księdza i tak zakończyła się jego gangsterska kariera (The 23rd Psalm). Jako ksiądz badał przypadki różnych cudów. Jednym z nich było rzekome zmartwychwstanie Charlotte Malkin, córki jasnowidza, który pomagał Claire. Eko uznał, że nie było żadnego cudu. Jednak ta dopadła go na lotnisku i powiedziała mu, że brat Eko jest z niego dumny... (?).
Od początku pobytu na wyspie Eko uzyskał dobrą opinię wśród rozbitków. Pierwszej nocy zabił dwóch „Innych” chcąc bronić się przed uprowadzeniem. Od tego czasu przez 40 dni nie odezwał się do nikogo słowem. Był bardzo nieufny wobec Michaela, Sawyera i Jina. Ale potem chętnie pomaga Jinowi w poszukiwaniach Michaela. Po zastrzeleniu Shannon nie staje po stronie swej dotychczasowej przyjaciółki Any-Lucii, gdyż ta nieludzko traktuje Sayida. Po dotarciu do obozu rozbitków ze środkowej części samolotu pozostaje na uboczu. Przynosi Locke’owi fragment taśmy filmowej z innego schronu odkrytego przez ogonowców. Gdy dowiaduje się od Claire, że Charlie ma figurkę Matki Boskiej, zmusza go, aby zaprowadził go do miejsca, gdzie ją znalazł. Charlie początkowo nie chciał zaprowadzić Eko do samolotu, ale w końcu to zrobił. Po drodze znaleźli szczątki człowieka ze złotym zębem. Eko rozpoznał w nim swego dawnego współpracownika. Następnie Eko i Charlie zobaczyli „potwora”, który jednak nic mu nie zrobił, tylko przypomniał obrazy z jego życia. Gdy dotarli do samolotu, Eko znalazł w nim szczątki swego brata. Zdjął mu łańcuszek z szyi i przytulił go. Następnie spalił wrak samolotu. Później ochrzcił Claire i Aarona. Jako jeden z nielicznych wierzył, że Charlie nie bierze jednak narkotyków. Udowodnił to tym, że sam dał mu figurkę. Potem razem zaczęli budować Kościół. Jednak, gdy Mr. Eko obejrzał Instruktaż Dla Perły, uznał, że jego powołaniem jest wciskanie klawisza. Charlie sam kontynuował budowę Świątyni. Mr. Eko ginie w pobliżu stacji Perła na początku trzeciego sezonu.